# پوزچه‌داران
زیر خانواده  پوزچه‌داران (نام علمی: Libytheinae) جزء تیره فرچه‌پایان و عضو بالاخانواده پروانه‌وارها می‌باشد.